# كنتة
كُنتة أو كِنتة هي من القبائل العربية المتواجدة بالصحراء الكبرى من موريتانيا إلى النيجر وإلى جنوب الجزائر ويوجد مقرها بزاوية كنتة بولاية أدرار الجزائرية.

## نسبها
ينتهى نسبها إلى الأمير عقبة بن نافع الفهري ويرجع نسبهم إلى سيدى على بن يحيى بن عثمان بن عبد الله الملقب بيهس بن عمر الملقب دومان بن وريد الملقب شاكر بن يعقوب بن العاقب بن عقبة بن نافع الفهري القرشي [بحاجة لمصدر] .وقد عاش سيدى علي في بداية القرن الخامس عشر الميلادي.

## بطونها
وجد هذه القبيلة الجامع هو الشيخ سيداحمد البكاي بن سيدي محمد الكنتي بن سيدي علي حيث انجب سيداحمد البكاي ثلاثة أولاد ومنهم تفرعت هذه القبيلة والتي جاءها هذا الاسم من جدها لأمها محمد ابن كنتة ابن زم من قبيلة «ايدو كال» التارقية والأولاد هم سيدي محمد الكنتي الصغير، وهو الجد عن طريق أبناءه السبعة لأكبر قسم من «كنتة الغرب» (ويقع تواجد أكثريتهم في موريتانيا). والطالب بوبكر الحاج، وهو جد «الهمّال». وسيدي عمر الشيخ، وهو جد كنتة الشرق. وبذلك يكون هنالك 11 بطناً 7 في الغرب و 4 في الشرق وهم:
- كنتة الشرقيون: أولاد الوافي، أولاد سيدي المختار الشيخ، الرقاقدة، الهمّال
- كنتة الغربيون: أولاد بوسيف، أولاد سيدي حبيب الله (حيبَللّه)، المتغمبرين، أولاد سيدي أبوبكر، الركابات، أهل احمد كنتة، أهل اوقال.

وجميع هذه البطون تنقسم إلى الإخاذ وعشائر، وهي موزعة بين موريتانيا والمغرب والجزائر ومالي والنيجر ونسبة صغيرة في نيجيريا والسنغال.ويتواجد في ليبيا فرع لأولاد الوافي من قبيلة كنتة بمنطقة براك الشاطئ بفزان ويسمون أولاد الوافي. وإلى جانب البطون الصميمة في كنتة هناك مجموعات من البطون المنضمة تحت جناحها وتحسب منها وأهمها:
- أهل السيد: وهم أبناء محمد بن السيد من أولاد البقار إحدى قبائل أولاد بو السباع من الساقية الحمراء.
- أولاد ملوك: وهم أهل الحبيب وأولاد عامر الذين نزحوا من موريتانيا بسبب خلاف لهم مع أبناء عمومتهم مشظوف.
- أولاد مشظوف: فرع من القبيلة المذكورة في موريتانيا نزح تفرع منها إلى تينبكتو واستوطن المنطقة